# Charles John Canning

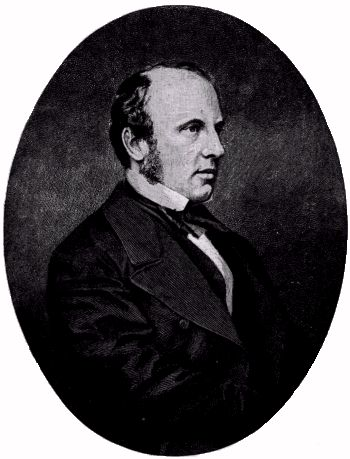
Charles John Canning, Conde Canning

Charles John Canning, 1.er Conde Canning KG, GCB, KSI, PC (14 de diciembre de 1812 – 17 de junio de 1862), conocido como Vizconde Canning entre 1837 y 1859, fue un político británico, Gobernador General de la India durante el Motín de la India de 1857.

## Biografía
Charles, el hijo más joven del abogado y político George Canning, nació en Brompton, cerca de Londres, en 1812. Fue educado en el colegio Christ Church de la Universidad de Oxford, donde se graduó en 1833.
En 1836 accedió a la Cámara de los Comunes, en las filas del Partido Conservador, aunque no estuvo mucho tiempo en esa cámara ya que a la muerte de su madre en 1837, la sucedió como Vizconde Canning y ocupó su asiento en la Cámara de los Lores.
Su primer puesto oficial fue el de Subsecretario de Estado de Asuntos Exteriores en la administración que Sir Robert Peel formó en 1841, siendo su superior el Conde de Aberdeen. Ocupó el puesto hasta enero de 1846. Declinó aceptar un cargo durante el gobierno del Conde de Derby; pero tras la formación de un gobierno de coalición dirigido por el Conde de Aberdeen en enero de 1853, fue nombrado encargado del servicio postal del Reino Unido. Lord Canning mantuvo el cargo durante el gobierno de Lord Palmerston hasta julio de 1855, cuando, tras la marcha de Lord Dalhousie dejando vacante el puesto de Gobernador General de la India, fue encargado por Lord Palmerston de sustituirle.
El nuevo gobernador partió de Inglaterra en diciembre de 1855, ocupando su puesto a finales de febrero de 1856. Su fuerte sentido común le hicieron adoptar políticas de conciliación dirigidas a las princesas nativas, así como a promover medidas tendentes a la mejora de las condiciones de los habitantes de la colonia.
Al año siguiente de ocupar el puesto, el descontento que residía en el pueblo desde hacía tiempo estalló, provocando un motín. Gracias a la conjunción de grandes cualidades morales con sus facultades intelectuales, Lord Canning pudo sobrellevar la rebelión y sobreponerse posteriormente a la crisis provocada por el levantamiento. Lord Canning estableció una política más liberal y un nuevo sistema financiero, aplacando de esa manera a la gente.
En el punto álgido de la rebelión en Oudh, Lord Canning publicó una edicto declarando confiscadas las tierras de la provincia; este hecho aumentó mucho más el enfado. Lord Ellenborough le envió un despacho secreto, escrito en términos ofensivos y arrogantes, pidiéndole su inmediata renuncia al cargo, aunque Lord Canning hizo caso omiso al requerimiento y Lord Ellenborough fue obligado a abandonar su puesto por la misiva. Lord Canning respondió al despacho de una manera calmada explicando y reivindicando su censurada política, y en 1858 fue nombrado primer Virrey de la India. En abril de 1859 le fue otorgada la gran cruz de la Orden del Baño, siendo ascendido a la dignidad de Conde Canning al mes siguiente.
Debido a la tensión acumulada, a lo que se unió la muerte de su esposa, su salud se vio seriamente dañada. Intentando buscar reposo, Lord Canning dejó la India y partió a Inglaterra, donde llegó en abril de 1862, pero no pudo recuperarse y falleció en Londres el 17 de junio. Apenas un mes antes de su muerte había sido nombrado miembro de la Orden de la Jarretera.
- Datos: Q335786
- Multimedia: Charles Canning, 1st Earl Canning / Q335786